# ロンドンデリー県
ロンドンデリー県（英: County Londonderry、スコットランド語: Coontie Lunnonderrie）、またはデリー県（英語: County Derry、アイルランド語: Contae Dhoire）は、アルスター地方にある県。北アイルランドを構成する6県のうちのひとつ。県都はコールレーンである。

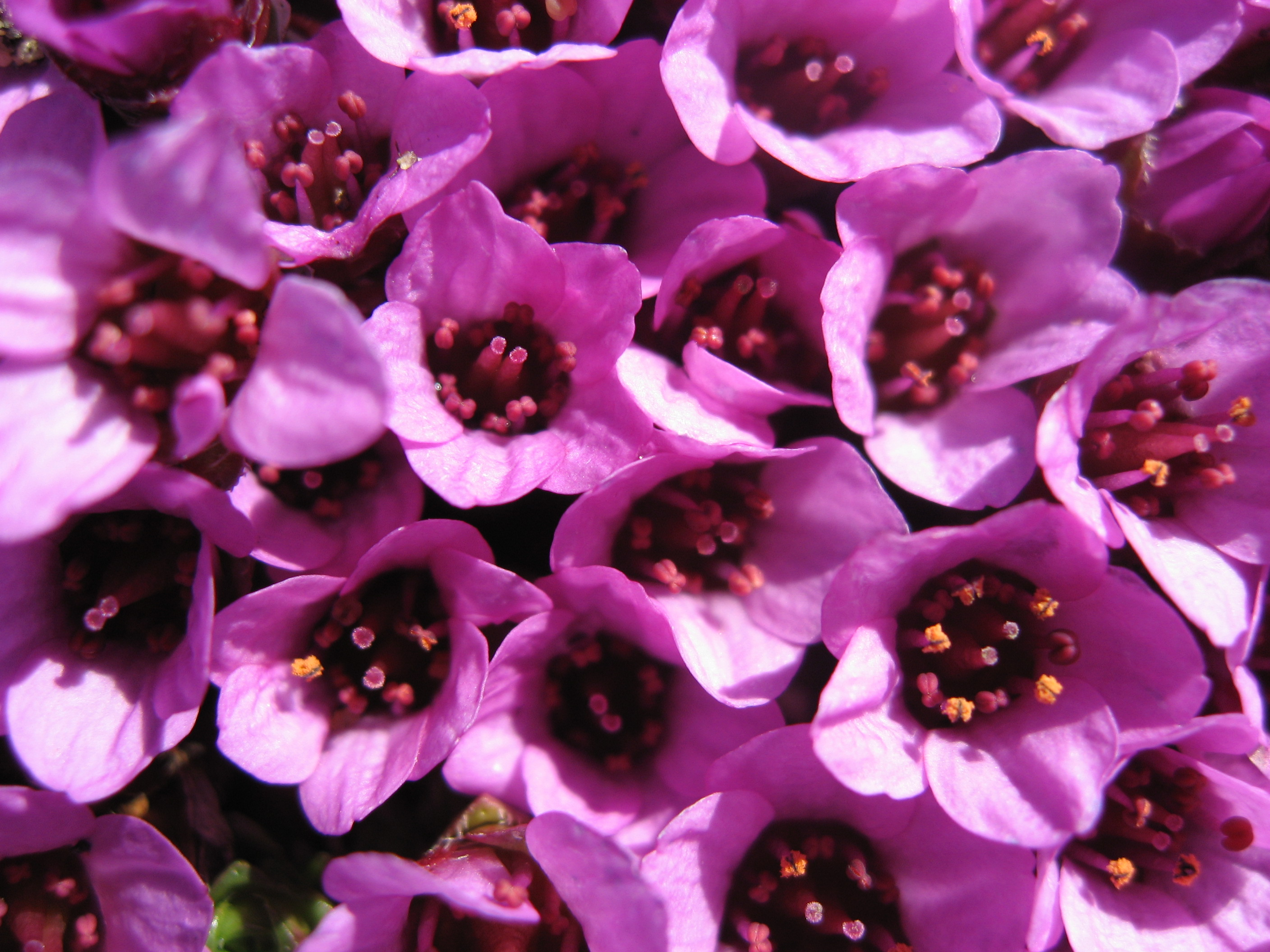
県の花であるイワツヅリ

## 地名について
デリーという名前は、 アイルランド語で 『オークの木立』（oak-grove）または『オークの木』（oak-wood）を意味する「Daire」(現代アイルランド語：「Doire」)から来ている 。
この地域の名前はデリー/ロンドンデリー名称論争の的となっている。